# Paul Pierre Lévy
Paul Pierre Lévy (ur. 15 września 1886 w Paryżu, zm. 15 grudnia 1971 tamże) – francuski matematyk i inżynier górnictwa. 
Profesor École Polytechnique w Paryżu. Członek Francuskiej Akademii Nauk. Prowadził głównie prace z analizy funkcjonalnej, geometrii i teorii prawdopodobieństwa.